# Alberto Aguirrezabalaga
Alberto Aguirrezabalaga García, más conocido como Alberto Aguirrezabalaga (Zarauz, 1 de diciembre de 1988) es un jugador de balonmano español que juega de extremo derecho. Es internacional con la Selección de balonmano de España con la que debutó en un torneo internacional en Suiza en 2014. Es hermano de Mikel Aguirrezabalaga

## Carrera
Alberto comenzó su carrera como jugador de balonmano en las categorías inferiores del CD Zarautz, con el que jugó hasta 2005, año en el que fichó por el Ademar León. Allí jugó una temporada en su cantera. Al igual que hizo en el Club Balonmano Ciudad Real, en el que estuvo un año también y en el Club Balonmano Ciudad de Logroño. En 2009 fichó por el Portland San Antonio en el que jugó en el primer equipo. En 2012 se marchó a probar suerte al RK Trimo Trebnje esloveno en donde disputó competiciones europeas. Su mejor momento llegó la temporada siguiente, jugando para el Csurgói KK húngaro, donde rindió a un buen nivel, y donde fue seleccionado para jugar con la Selección de balonmano de España en abril del 2014. Sin embargo, al final de su contrato, y debido a que no encontró equipo, fichó por el Amenabar ZKE de la División de Honor Plata. Meses después, fichó por el USAM Nîmes francés, en el que cuajó una primera gran temporada, en la que jugó 20 partidos y marcó 78 goles.

## Clubes
- CD Zarautz ( -2005)
- Ademar León (2005-2006)
- Club Balonmano Ciudad Real (2006-2007)
- Club Balonmano Ciudad de Logroño (2007-2009)
- Portland San Antonio (2009-2012)
- RK Trimo Trebnje (2012-2013)
- Csurgói KK (2013-2014)
- Amenabar ZKE (2014)
- USAM Nimes (2014-2017)
- Amenabar Zarautz (2018-2019)[4]
- Txikipolit Zarautz ZKE (2020- )